# CAHL 1931/32
Die Saison 1931/32 war die sechste reguläre Saison der Canadian-American Hockey League (CAHL). Meister wurden die Providence Reds.

## Teamänderungen
Folgende Änderungen wurden vor Beginn der Saison vorgenommen:
- Die Bronx Tigers wurden als Expansionsteam in die Liga aufgenommen.

## Modus
In der Regulären Saison absolvierten die sechs Mannschaften jeweils 40 Spiele. Die vier bestplatzierten Mannschaften qualifizierten sich für die Playoffs. Für das Weiterkommen im Halbfinale waren die erzielten Tore entscheidend, im Finale in der Best-of-Five-Serie die Anzahl der Siege. Für einen Sieg erhielt jede Mannschaft zwei Punkte, bei einem Unentschieden einen Punkt und bei einer Niederlage null Punkte.

## Reguläre Saison

### Tabelle
Abkürzungen: GP = Spiele, W = Siege, L = Niederlagen, T = Unentschieden, GF = Erzielte Tore, GA = Gegentore, Pts = Punkte
|                     | GP | W  | L  | T | GF  | GA  | Pts |
| ------------------- | -- | -- | -- | - | --- | --- | --- |
| Providence Reds     | 40 | 23 | 11 | 6 | 138 | 108 | 52  |
| Boston Cubs         | 40 | 21 | 16 | 3 | 116 | 108 | 45  |
| New Haven Eagles    | 40 | 19 | 15 | 6 | 113 | 75  | 44  |
| Bronx Tigers        | 40 | 18 | 15 | 7 | 94  | 90  | 43  |
| Philadelphia Arrows | 40 | 13 | 22 | 5 | 85  | 114 | 31  |
| Springfield Indians | 40 | 10 | 25 | 5 | 85  | 136 | 25  |

## Playoffs
|  | Halbfinale | Halbfinale       | Halbfinale |  |  | Finale | Finale          | Finale |
|  |            |                  |            |  |  |        |                 |        |
|  |            |                  |            |  |  |        |                 |        |
|  | 1          | Providence Reds  | 5          |  |  |        |                 |        |
|  | 4          | Bronx Tigers     | 2          |  |  |        |                 |        |
|  |            |                  |            |  |  | 1      | Providence Reds | 3      |
|  |            |                  |            |  |  | 2      | Boston Cubs     | 0      |
|  | 2          | Boston Cubs      | 8          |  |  |        |                 |        |
|  | 3          | New Haven Eagles | 6          |  |  |        |                 |        |
|  |            |                  |            |  |  |        |                 |        |